# Luigi Dragonetti
Luigi Dragonetti (L'Aquila, 1º ottobre 1791 – L'Aquila, 21 febbraio 1871) è stato un politico e scrittore italiano.

## Biografia
Nato all'Aquila nel 1791 dal marchese Giambattista, dell'illustre famiglia, e da Mariangela Benedetti, dal 1800 frequentò il Collegio Nazareno a Roma e, in seguito, compì studi di giurisprudenza all'università di Napoli, ospite dello zio Giacinto Dragonetti. Dopo esseri ritirato in una proprietà di famiglia a Paganica, nel 1815 iniziò a interessarsi di politica attiva, celebrando, in qualità di murattiano, il tentativo di Gioacchino Murat di unificare l'Italia. Fu nominato direttore del Reale liceo degli Abruzzi. Sposò la nobile Laura de Torres nel 1816 e, viaggiando tra lo Stato Pontificio e la Toscana, maturò idee cattolico-liberali.
Nel 1820 fu eletto al parlamento delle Due Sicilie, convocato a seguito dei moti del 1820-1821, all'interno del quale fu membro della commissione finanze e segretario dell'assemblea. Dopo lo scioglimento forzato dall'invasione delle truppe austriache, Dragonetti si ritirò all'Aquila e si dedicò a studi di economia, lettere e filosofia.
Nel 1841 fu accusato di aver preso parte all'insurrezione avvenuta in città, guidata dal sindaco Vittorio Ciampella; venne assolto dalle accuse maggiori, ma fu condannato al domicilio coatto presso l'abbazia di Montecassino, dove rimase dal 1842 al 1846. Essendo stato rilasciato sotto vincolo di esilio, Dragonetti si recò a Roma, dove entrò in contatto con ambienti del Risorgimento.
Nel gennaio del 1848 Ferdinando II delle Due Sicilie annunciò la concessione di una Costituzione, a seguito delle rivolte della primavera dei popoli, e Dragonetti si recò per questo a Napoli insieme a Cristina Trivulzio di Belgiojoso. Nella capitale partenopea fu nominato dapprima sovrintendente agli Archivi e consigliere di Stato, mentre in aprile, con il giuramento del governo Carlo Troya, diventò ministro degli esteri e, per pochi giorni, degli affari ecclesiastici. Fu anche eletto deputato nel parlamento napoletano nel collegio dell'Aquila. L'avversione del sovrano alle spinte costituenti fece però entrare in crisi il governo, che si sciolse; nel frattempo furono indette nuove elezioni, che videro Dragonetti riconquistare nuovamente il seggio. Il re non permise nemmeno alla nuova assemblea di lavorare e la sciolse nel marzo del 1849, avviando contestualmente una repressione politica.
Dragonetti tornò quindi nuovamente all'Aquila, continuando a partecipare all'attività cospirativa risorgimentale. Il 22 luglio 1849 fu arrestato e processato; nonostante la scarsità di prove fu tenuto in carcere fino al 1852, quando venne assolto dalla corte criminale per il reato di cospirazione, ma comunque condannato all'esilio. Dragonetti arrivò a Malta, dove ricevette un passaporto dal consolato del regno di Sardegna; si imbarcò quindi per la Francia, trasferendosi prima a Tolosa e poi a Parigi, insieme a due figli, tra cui Giulio, e al fratello. Durante il periodo d'esilio viaggiò anche a Londra, Bruxelles e Nizza, per tornare in Italia nel 1858 in Piemonte e poi a Firenze. Contrario all'unità sotto l'egemonia piemontese, Dragonetti si schierò a sfavore della spedizione dei Mille e combatté per il mantenimento dell'indipendenza politica del Mezzogiorno. Isolato politicamente per le sue idee, tornò a Napoli nel 1860 e fu nominato sovrintendente degli Archivi e consigliere di Stato dal Consiglio di luogotenenza garibaldino.
Ormai unificata l'Italia, Dragonetti fu eletto a febbraio del 1861 deputato nel collegio di San Demetrio ne' Vestini per l'VIII legislatura; tuttavia non entrò mai in carica, in quanto era già stato nominato senatore del Regno il 20 gennaio, entrando in carica però solamente a maggio. Dal 1863 si ritirò dalla vita politica attiva e tornò nella sua città natale, dove morì nel febbraio del 1871.

## Opere
- Azioni nazionali della Banca del Tavoliere di Puglia, 1835.
- L'industria considerata nelle sue attinenze con la pubblica amministrazione, in Il progresso delle scienze, delle lettere e delle arti, II, 1832,  pp. 120-139.
- Poche parole sul metodo e sul criterio delle scienze moderne ed intorno ad alcuni moderni sistemi di filosofia, in Giornale abruzzese di scienze, lettere ed arti, II, 1837,  pp. 14-26.
- Sulla necessità e maniera di ripristinare i boschi della provincia di Aquila, in Il Gran Sasso d'Italia, II, 1839,  pp. 89-96.
- Programma per l'associazione alla Storia della città dell'Aquila, in Il Gran Sasso d'Italia, II, 1839,  pp. 316-320.
- Sulla riforma della tariffa doganale, in Il Gran Sasso d'Italia, VIII, 1845,  pp. 113-128.
- Del pauperismo e della libertà economica, in Il Contemporaneo, 18 e 22, 1847.
- Alla Santità di Pio IX e La Papauté à Jérusalem, opuscoli pubblicati anonimi nel 1856